# Galjorkin-módszer
A Galjorkin-módszer a matematikában, a numerikus analízis területén, olyan módszerek csoportja, amely egy folytonos feladatot diszkrét feladattá alakítja át (például egy differenciálegyenlet esetén). Elméletileg egyenértékű egy függvénytéren belül a paraméterek variálási módjának alkalmazásával. Tipikusan az egyik akkor alkalmaz bizonyos korlátokat a függvénytéren belül, ha a tér véges. A Galjorkin-módszer hatékony numerikus megoldást nyújt a differenciálegyenletek megoldásánál és a modális elemzés során.
A megközelítés Borisz Grigorjevics Galjorkin nevéhez fűződik, de a módszert Walther Ritz fedezte fel.
Példák Galjorkin-módszerre:
- a Galjorkin-módszer súlyozott maradéka a leggyakoribb számítási módszere a globális merevségi mátrixnak[1] és véges elem módszernek
- a határelem-módszer az integrált egyenletek esetén
- Krilov-féle iteratív módszerek[2]

## Bevezetés absztrakt problémával

### A feladat gyenge alakja
Bemutatjuk a Galjorkin-módszert egy absztrakt feladaton, amely gyenge feladatként jelenik meg egy {\displaystyle V}-vel jelölt Hilbert-téren, azaz {\displaystyle u\in V} és {\displaystyle v\in V,a(u,v)=f(v)}.
Itt az {\displaystyle a(\cdot ,\cdot )} egy bilineáris forma (pontos követelmények szerint az {\displaystyle a(\cdot ,\cdot )} később kerül meghatározásra) és az {\displaystyle f} egy korlátos lineáris funkcionál a {\displaystyle V} téren.

### Dimenziócsökkentés
Választunk egy {\displaystyle V_{n}\subset V} alrendszert, ami az {\displaystyle n} dimenziós {\displaystyle V} térből van, mely megoldja a feladatot: keresünk egy {\displaystyle u_{n}\in V_{n}}-et, amire teljesül, hogy {\displaystyle v_{n}\in V_{n},a(u_{n},v_{n})=f(v_{n})}.
Ezt Galjorkin-egyenletnek nevezzük. Vegyük észre, hogy az egyenlet maga változatlan marad, csak a terek változtak meg. Ez a véges dimenziós altérbe való redukció lehetővé teszi az {\displaystyle u_{n}}-nek a {\displaystyle V_{n}} altér bázisvektorainak véges lineáris kombinációként való numerikus kiszámítását.

### Galjorkin-ortogonalitás
A Galjorkin-féle megközelítés kulcsfontosságú tulajdonsága, hogy a hiba ortogonális a kiválasztott alterekre. Mivel {\displaystyle V_{n}\subset V}, használni tudjuk {\displaystyle v_{n}}-t mint tesztvektort az eredeti egyenletben. A két egyenlet egymásból való kivonásával megkapjuk a Galjorkin-féle ortogonalitási relációt az {\displaystyle \epsilon _{n}=u-u_{n}}, ahol {\displaystyle u} az eredeti feladat, míg az {\displaystyle u_{n}} a Galjorkin-egyenlet megoldása:
{\displaystyle a(\epsilon _{n},v_{n})=a(u,v_{n})-a(u_{n},v_{n})=f(v_{n})-f(v_{n})=0.}

### Mátrix formátum
Mivel a Galjorkin-módszer célja a lineáris egyenletrendszerek megoldása, így a mátrix formáját építjük fel, melynek segítségével a megoldást a számítógépes program határozza meg.
Veszünk egy {\displaystyle e_{1},e_{2},\ldots ,e_{n}} bázist a {\displaystyle V_{n}} vektortérből. Ezután elegendő ezeket a Galjorkin-egyenletek teszteléséhez használni, oly módon hogy {\displaystyle a(u_{n},e_{i})=f(e_{i})\quad i=1,\ldots ,n.}
Ennek alapján bővítjük {\displaystyle u_{n}}-t, úgy hogy {\displaystyle u_{n}=\sum _{j=1}^{n}u_{j}e_{j}} , melyet felhasználva a fenti egyenlet:
{\displaystyle a\left(\sum _{j=1}^{n}u_{j}e_{j},e_{i}\right)=\sum _{j=1}^{n}u_{j}a(e_{j},e_{i})=f(e_{i})\quad i=1,\ldots ,n.} lesz.
Ez egy lineáris egyenletrendszer, mely a következőképpen írható: {\displaystyle Au=f} , ahol {\displaystyle A_{ij}=a(e_{j},e_{i}),\quad f_{i}=f(e_{i}).}

#### A mátrix szimmetriája
A mátrix tulajdonságai alapján a Galjorkin-egyenlet mátrixa is szimmetrikus, akkor és csak is akkor ha a billineáris forma ( {\displaystyle a(\cdot ,\cdot )}) is szimmentrikus.

## Galjorkin módszerek elemzése
Itt használjuk a bilineáris formát, vagyis {\displaystyle a(u,v)=a(v,u).} Ez valójában nem korlátozza a Galjorkin-módszereket, de a standard elmélet alkalmazása egyszerűbbé válik. Ezen kívül a nemszimmetrikus esetekben a Petrov-Galjorkin módszerre lehet szükség.
A módszerek elemzése két lépésben történik:
1. Meg kell mutassuk hogy a Galjorkin-egyenlet Hadamard értelemben egy jól körülhatárolt feladat, ezért egyedülálló megoldást jelent
2. Tanulmányozzuk a Galjorkin-megoldás közelítését

Az elemzés többnyire a billineáris forma két tulajdonságára korlátozódik:
- Határozottság: minden {\displaystyle u,v\in V} tart az {\displaystyle a(u,v)\leq C\|u\|\,\|v\|}-hoz, a C állandón keresztül (C>0)

- Ellipticitás: minden {\displaystyle u\in V} tart az {\displaystyle u\in V} -hoz a c állandón keresztül (c>0)

A Lax-Milgram-tétel szerint ez a két feltétel az eredeti feladat jó helyzetét fogalmazza meg. A fent megjelent normákat gyakran energia-normáknak is nevezik.

### A Galjorkin-egyenlet pozitivitása
A {\displaystyle V_{n}\subset V} a bilineáris forma hatására az ellipticitása {\displaystyle V_{n}}. Ezért a Galjorkin-probléma tulajdonképpen az eredeti probléma jól megfogalmazott öröksége.

### Legnagyobb közelítés (Céa-Lemma)
Az eredeti hiba és a Galjorkin-megoldás között felírható a következő összefüggés:
{\displaystyle \|u-u_{n}\|\leq {\frac {C}{c}}\inf _{v_{n}\in V_{n}}\|u-v_{n}\|.}
Ez azt jelenti hogy a {\displaystyle C/c} állandó, és a Galjorkin-megoldás ({\displaystyle u_{n}}) olyan közel áll az eredeti megoldáshoz ({\displaystyle u}), hogy mindkettő a {\displaystyle V_{n}} belül helyezkedik el.

#### Próba
Mivel a bizonyítás nagyon egyszerű, az alapelv a Galjorkin-módszerek mögött a bilineáris forma ellipticitásával határolható, vagyis {\displaystyle v_{n}\in V_{n}}:
{\displaystyle c\|u-u_{n}\|^{2}\leq a(u-u_{n},u-u_{n})=a(u-u_{n},u-v_{n})\leq C\|u-u_{n}\|\,\|u-v_{n}\|.}
Elosztva a {\displaystyle c\|u-u_{n}\|} értékkel, a lehető legkevesebb {\displaystyle v_{n}} hozza létre a lemmát.

## Lásd még
- Ritz-módszer[3]